# Munizipalität Zalka
Die Munizipalität Zalka (georgisch წალკის მუნიციპალიტეტი, Zalkis munizipaliteti) ist eine Verwaltungseinheit (etwa entsprechend einem Landkreis) in der Region Niederkartlien im südlichen Zentralteil Georgiens.

## Geographie
Verwaltungszentrum der Munizipalität ist die Kleinstadt Zalka. Die 1050,6 km² große Munizipalität grenzt im Osten an die Munizipalität Tetrizqaro und im Südosten an die Munizipalität Dmanissi, beide ebenfalls in der Region Niederkartlien, von Südwesten bis Nordwesten an die Munizipalitäten Munizipalität Ninozminda, Achalkalaki und Bordschomi in der Region Samzche-Dschawachetien sowie im Norden an die Munizipalität Gori und auf einem kurzen Abschnitt im Nordosten an die Munizipalität Kaspi, beide in der Region Innerkartlien.
Die westsüdwestlich der georgischen Hauptstadt Tiflis gelegene Munizipalität umfasst das Territorium des 1500 m bis 1700 m hohen Zalka-Plateaus und der angrenzenden Gebirgszüge. Im Norden ist dies das Trialeti-Gebirge, das mit dem Ardschewani (2758 m) den auf diesem Abschnitt höchsten Gipfel hat. Den Westen nimmt der nördliche Teil des Samsara-Gebirges ein; der 3285 m hohe Gipfel des namensgebenden Samsari liegt etwas außerhalb des Territoriums der Munizipalität, bereits in der Munizipalität Achalkalaki, auf der Grenze befindet sich weiter nördlich jedoch ein 3194 m hoher namenloser Gipfel, und insbesondere um die Samsari-Caldera liegen weitere Dreitausender. Weiter östlich ragt das nördliche Ende des Dschawacheti-Gebirges mit dem 2661 m hohen Dalidag in die Munizipalität; die Bergzüge im Südosten und Osten erreichen knapp 2000 m über dem Meeresspiegel.
Das Zalka-Plateau wird vom Kura-Nebenfluss Chrami durchflossen, der im Oberlauf auch Kzia genannt wird, bei Zalka zum Zalka-Stausee aufgestaut ist und weiter unterhalb, im Südostteil der Munizipalität die enge Trialeti-Schlucht durchquert.

## Bevölkerung und Verwaltungsgliederung
Die Munizipalität hat 19.700 Einwohner (Stand: 2021). Die Einwohnerzahl war mit 19.141 Einwohnern (2014) gegenüber der vorangegangenen Volkszählung (20.888 Einwohner 2002) verglichen mit dem Landesdurchschnitt nur wenig gesunken. In den 1990er-Jahren hatte sich die Bevölkerungszahl nach dem Zerfall der Sowjetunion insbesondere durch Auswanderung vieler Pontosgriechen, die dort ihr Hauptsiedlungsgebiet hatten, jedoch mehr als halbiert.
Bevölkerungsentwicklung
Anmerkung: Volkszählungsdaten. In den 1990er-Jahren Massenabwanderung von Griechen (1989: 27.127).

Mittlerweile bilden Armenier mit 55 % die größte Bevölkerungsgruppe in der Munizipalität. Griechen stellen noch 22 % (1989 noch 61 %), erst an dritter Stelle folgen Georgier mit 12 % vor den Aserbaidschanern mit 10 % (Stand 2002).
Die größten Ortschaften neben der Stadt Zalka (2326 Einwohner) sind mit jeweils über 750 Einwohnern die überwiegend armenisch besiedelten Dörfer Aschkala, Kisil-Kilissa und Nardewani sowie das größte griechische Dorf Awranlo (2014).
Die Munizipalität gliedert sich in 30 Gemeinden mit insgesamt 44 Ortschaften. Die Gemeinden werden für die Stadt Zalka und die zwei Minderstädte (georgisch დაბა, daba) Bediani und Trialeti als „Territorialorgan“ bezeichnet (georgisch teritoriuli organo, ტერიტორიული ორგანო), ansonsten hier bei nur einer Ortschaft zumeist einfach als „Dorf“ (georgisch sopeli, სოფელი), bei mehreren Ortschaften georgisch temi, თემი:
| Gemeinde           | Anzahl Ortschaften | Einwohner (2014) |
| ------------------ | ------------------ | ---------------- |
| Aiasmi             | 1                  | 415              |
| Ardschewan-Sarwani | 3                  | 660              |
| Arziwani           | 1                  | 485              |
| Aschkala           | 1                  | 960              |
| Awranlo            | 1                  | 789              |
| Bareti             | 4                  | 1043             |
| Bediani 1          | 2                  | 226              |
| Berta              | 1                  | 152              |
| Beschtascheni      | 3                  | 856              |
| Burnascheti        | 1                  | 305              |
| Chando             | 1                  | 184              |
| Chatschkowi        | 1                  | 554              |
| Darakowi           | 1                  | 588              |
| Daschbaschi        | 1                  | 295              |
| Gantiadi           | 1                  | 583              |
| Gumbati            | 1                  | 479              |
| Kaburi             | 1                  | 298              |
| Kisil-Kilissa      | 1                  | 1252             |
| Kochta             | 3                  | 637              |
| Kuschi             | 1                  | 532              |
| Nardewani          | 1                  | 1055             |
| Osni               | 1                  | 485              |
| Recha              | 1                  | 328              |
| Sameba             | 1                  | 693              |
| Saqdrioni          | 1                  | 567              |
| Tedschisi          | 1                  | 243              |
| Trialeti 1         | 2                  | 634              |
| Tschiwt-Kilissa    | 2                  | 392              |
| Zalka 2            | 2                  | 2874             |
| Zinzqaro           | 2                  | 285              |

## Geschichte
Das Gebiet der Munizipalität gehörte nach dem Zerfall des mittelalterlichen Königreiches Georgien im 16. Jahrhundert zum unabhängigen Königreich Kartlien, dann zum 1762 vereinigten Kartlien-Kachetien. Während der Zugehörigkeit zum Russischen Reich ab 1801 bildete es den nordwestlichen Teil des Ujesds Bortschali im Gouvernement Tiflis, der überwiegend von Armeniern, Aserbaidschanern (in der Zeit wie andere turksprachige Ethnien als Tataren bezeichnet) und Griechen bewohnt war, wobei die gleichnamige historische Landschaft nur den südlichen Teil des Ujesds einnahm.
Nachdem der Ujesd in den Anfangsjahren der Sowjetunion weiter bestanden hatte, wurde 1930 der eigenständige Rajon Zalka ausgegliedert. Von 1963 bis 1965 war der Rajon vorübergehend aufgelöst und sein Gebiet dem östlich anschließenden Rajon Tetrizqaro (russifiziert Tetri-Zkaro) zugeschlagen. Nach Erlangung der Unabhängigkeit Georgiens wurde der Rajon 1995 der neu gebildeten Region Niederkartlien zugeordnet und 2006 in eine Munizipalität umgebildet.

## Verkehr
Von Osten nach Südwesten wird die Munizipalität von der Nationalstraße Sch31 (შ31) durchquert, die an der internationalen Fernstraße S6 zwischen Tiflis und Marneuli beginnt und weiter nach Ninozminda führt. Von Zalka in südöstlicher Richtung zunächst durch die Trialeti-Schlucht verläuft die Nationalstraße Sch33 (შ33) in Richtung Tetrizqaro–Marneuli. Straßenverbindungen nach Norden über das Trialeti-Gebirge in die Innerkartlische Ebene sowie nach Westen in das Kura-Tal im Raum Bordschomi–Bakuriani existieren nicht.
Ebenfalls von Südosten über Zalka nach Südwesten verläuft die Bahnstrecke Marabda–Achalkalaki der Georgischen Eisenbahn. Die in den 1980er-Jahren eröffnete Strecke wurde ab 2007 umfassend modernisiert, um durch Verlängerung ins türkische Kars Anschluss an das Netz der Türkischen Staatsbahn zu erlangen und Teil der neuen Bahnverbindung zwischen Aserbaidschan und der Türkei (Baku–Tiflis–Kars) zu werden.